# Rede Bittar de Hotéis
A Rede Bittar de Hotéis é uma rede de hotéis sediada em Brasília, DF e fundada na década de 70 após a abertura do Hotel Phenícia, um dos primeiros do Setor Hoteleiro Sul.
Possui 6 hotéis: Grand Bittar, América e Phenícia com quatro estrelas cada e Monumental, Plaza e Bittar Inn com três estrelas cada. Em 2018, o grupo Phenícia (Rede Bittar de Hotéis) arrematou em conjunto com a construtora Luner, o Hotel Nacional de Brasília por R$ 93 milhões. Em junho de 2020, a Rede Bittar decidiu tomar posse do local, com oficial de justiça e Polícia Militar do Distrito Federal (PMDF) na porta, depois de alegarem que os administradores se recusavam a entregar o imóvel.

## Covid-19
A holding Phenicia atendeu ao GDF, que, através da Secretaria de Turismo (Setur), lançou o Programa Acolher, para hospedar os profissionais de saúde que atuavam na linha de frente de combate à Covid-19. O Programa ofertou hospedagem aos servidores da área da saúde e da segurança pública, que utilizaram apartamentos individuais (single), com café da manhã, almoço e jantar. Também foram contemplados nessa categoria os servidores que residiam com pessoas do grupo de risco e precisavamm ser afastados de suas residências temporariamente.